# Pogorzeliska
Pogorzeliska (niem. Kriegheide) – wieś w Polsce położona w województwie dolnośląskim, w powiecie polkowickim, w gminie Chocianów.

## Podział administracyjny
W latach 1975–1998 miejscowość położona była w województwie legnickim.

## Zabytki
Do wojewódzkiego rejestru zabytków wpisane są:
- kościół ewangelicki graniczny, obecnie rzymskokatolicki filialny pw. św. Jacka, szachulcowy, z 1656 r., gruntownie przebudowany w 1718, na następnie w XX w. Dzięki tej świątyni miejscowość stała się znana po wojnie trzydziestoletniej, w 1656 książę legnicki Ludwik IV wydał zezwolenie na budowę tzw. kościoła granicznego dla protestantów z okolic Przemkowa i Szprotawy. W 1657 ufundowano ołtarz, w 1670 dobudowano wieżę. W II połowie XVII wieku z kościołem było związanych ponad 70 gmin protestanckich, liczba wiernych zaczęła maleć po wybudowaniu kościoła łaski w Kożuchowie i po aneksji Śląska przez Prusy w 1741[5];
- cmentarz, obecnie rzymskokatolicki, przy kościele, z połowy XVII w.